# NAG Typ C4
Der NAG Typ C4 wurde 1920 von dem Berliner Automobilhersteller NAG als erstes PKW-Modell nach dem Ersten Weltkrieg auf den Markt gebracht. Die Konstruktion stammte von Oberingenieur Christian Riecken.
Er hatte einen 4-Zylinder-Reihenmotor mit stehenden Ventilen und 2,55 Litern Hubraum, der 30 PS (22 kW) bei 1700/min. leistete und seine Kraft über ein 4-Gang-Getriebe mit Schalthebel außen rechts auf die Hinterräder weiterleitete. Der Motor war mit Magnetzündung ausgestattet. Der Wagen hatte einen U-Profil-Pressstahlrahmen und zwei Starrachsen, die an Halbelliptik-Blattfedern aufgehängt waren. Er war als 6-sitziger Tourenwagen, als viertüriges Landaulet oder als 4-türige Limousine verfügbar.
2 Jahre später wurde der Sportwagen Typ C4b eingeführt. Sein Motor leistete 40, später sogar 45 PS (33 kW). Die hinteren Halbelliptik-Blattfedern waren unter der Achse durchgeführt. Anstatt der Stahlspeichenräder hatte der Sportwagen Drahtspeichenräder. Der viersitzige, offene Wagen erzielte etliche Siege bei Motorsportveranstaltungen, meistens von Konstrukteur Riecken selbst gefahren. Ab 1924 wurde dieser Typ auch „Monza“ genannt.
Ab 1925 beerbte der Typ C4m den C4b. Sein 2,6-Liter-Motor leistete 50 PS (37 kW); die Ventile waren für eine bessere Gasströmung schräg zur Zylinderachse gestellt. Der Radstand wurde um 200 mm verkürzt. Einige dieser Fahrgestelle wurden allerdings mit schweren Limousinen- und Tourenwagenaufbauten versehen. Dies führte zu Rahmenbrüchen und anderen Unzulänglichkeiten, die den Ruf der Marke beschädigten.
Bereits 1924 hatte der NAG Typ D4 den Typ C4 abgelöst. Sein 2,6-Liter-Motor mit hängenden Ventilen leistete 45 PS (33 kW). Der Schalthebel für das 4-Gang-Getriebe saß nun wahlweise innen rechts oder in der Wagenmitte.
Als 1927 die Fertigung auslief, waren von allen C4- und D4-Typen insgesamt ca. 5000 Exemplare entstanden.

## Technische Daten
| Typ                   | C4 (10/30 PS)            | C4b (10/40 PS / 10/45 PS) | D4 (10/45 PS)              | C4m (10/50 PS)      |
| --------------------- | ------------------------ | ------------------------- | -------------------------- | ------------------- |
| Bauzeitraum           | 1920–1924                | 1922–1924                 | 1924–1927                  | 1925–1926           |
| Aufbauten             | T6, L4, Ld4              | T4                        | T6, L4, Ld4                | T4                  |
| Motor                 | 4 Zyl. Reihe 4-Takt      | 4 Zyl. Reihe 4-Takt       | 4 Zyl. Reihe 4-Takt        | 4 Zyl. Reihe 4-Takt |
| Ventile               | stehend (SV)             | stehend (SV)              | obengesteuert (OHV)        | schräg stehend (SV) |
| Bohrung × Hub         | 83 mm × 118 mm           | 83 mm × 118 mm            | 78 mm × 136 mm             | 84 mm × 118 mm      |
| Hubraum               | 2553 cm³                 | 2553 cm³                  | 2598 cm³                   | 2614 cm³            |
| Leistung (PS)         | 30                       | 40–50                     | 45                         | 50                  |
| Leistung (kW)         | 22                       | 29–37                     | 33                         | 37                  |
| bei Drehzahl (1/min)  | 1700                     | 2400–2800                 | 2800                       | 3000                |
| Verdichtung           |                          |                           |                            | 5,2 : 1             |
| Verbrauch             | 12 l / 100 km            | 13 l / 100 km             | 15 l / 100 km              | 14 l / 100 km       |
| Getriebe              | 4-Gang                   | 4-Gang                    | 4-Gang                     | 4-Gang              |
| Höchstgeschwindigkeit | 75 km/h                  | 100 km/h                  | 90 km/h                    | 120 km/h            |
| Leergewicht           | 1500 kg                  | 1300 kg                   | 1660–1900 kg               |                     |
| Zul. Gesamtgewicht    |                          |                           | 2310–2550 kg               |                     |
| Elektrik              | 12 Volt                  | 12 Volt                   | 12 Volt                    | 12 Volt             |
| Länge                 | 4600 mm                  | 4750 mm                   | 4650 mm                    |                     |
| Breite                | 1640 mm                  | 1600 mm                   | 1700 mm                    |                     |
| Höhe                  | 1800 mm                  |                           | 1800 mm                    |                     |
| Radstand              | 3100–3200 mm             | 3200 mm                   | 3300 mm                    | 3000 mm             |
| Spur vorne/hinten     | 1350 mm / 1350 mm        | 1350 mm / 1350 mm         | 1350 mm / 1350 mm          | 1350 mm / 1350 mm   |
| Reifengröße           | 820 × 120 oder 820 × 125 | 820 × 120                 | 820 × 120 oder 32" × 6,20" | 820 × 120           |

- L4 = 4-türige Limousine
- Ld4 = 4-türiges Landaulet
- T4 = 4-sitziger Tourenwagen
- T6 = 6-sitziger Tourenwagen